# Jeje Odongo
Haji Abubaker Jeje Odongo (9 de julho de 1951) é um general e político ugandês . Em junho de 2021, foi nomeado ministro dos Negócios Estrangeiros do Uganda .
Foi Ministro de Estado da Defesa de fevereiro de 2009 a junho de 2016, e Ministro da Administração Interna no Gabinete do Uganda entre 2016 a 2022.

## Biografia
Odongo nasceu no distrito de Amuria, na sub-região de Teso, no leste do Uganda, frequentando a escola secundária em Ngora High School. Entrou no exército de Uganda em 1979, sendo um dos vinte e sete combatentes originais que, juntamente com Yoweri Museveni, atacaram o Quartel Militar de Kabamba em fevereiro de 1981 para iniciar a Guerra Civil do Uganda, guerra de guerrilha que durou de fevereiro de 1981 a abril de 1986. Jeje Odongo foi capturado logo após a primeira operação da NRA, sendo preso na Prisão de Segurança Máxima de Luzira.
Em 1994, Odongo foi um dos dez oficiais do exército que representaram os militares ugandenses na Assembleia Constituinte que redigiu a Constituição ugandense de 1995. Em 1996, foi selecionado para substituir o Coronel Sserwanga Lwanga como Comissário Político da Força de Defesa Popular do Uganda (UPDF). Também em 1996, disputou a cadeira parlamentar pelo Distrito de Amuria no Parlamento do Uganda, ganhando e sendo nomeado Ministro da Defesa logo após entrar no parlamento.
Em 1998, renunciou ao assento parlamentar e ao cargo de gabinete, sendo nomeado comandante do Exército, substituindo o major-general Mugisha Muntu . Serviu como comandante do exército até 2001, quando foi substituído pelo major-general James Kazini . Em 2001, foi nomeado Ministro sem pasta, cargo que ocupou até 2004. Em 2004, já com o posto de tenente-general, foi nomeado Ministro de Estado do Ambiente.
Entre 2001 e 2006, foi um dos 10 oficiais superiores da UPDF que representaram os militares de Uganda no 8º Parlamento. Em maio de 2008, Odongo formou-se com o grau de Master of Arts em Relações Internacionais e Diplomacia da Universidade de Nkumba. Em 16 de fevereiro de 2009, foi promovido a general e nomeado Ministro de Estado da Defesa. Após sete anos no cargo, foi nomeado Ministro da Administração Interna na lista do gabinete anunciada em 6 de junho de 2016.
A 18 de fevereiro de 2022 participou da Cimeira União Europeia - União Africana em Bruxelas, causando grande polémica ao cumprimentar a Presidente da Comissão Europeia, Ursula von der Leyen de modo bastante diferenciado do dos homens presentes, Charles Michel, presidente do Parlamento Europeu, e Emmanuel Macron, presidente francês. Odongo começou por cumprimentar von der Leyen de passagem, com um ligeiro aceno de cabeça, quase imperceptível, e somente lhe dirigiu um cumprimento após intervenção de Macron, embora não lhe dirigindo um aperto de mão, ao contrário dos homens. Em seguida, compartilhou uma postagem no Twitter na qual apenas apareciam Michel e Macron. O caso foi considerado desrespeitoso para com von der Leyen, e reminiscente do Sofagate, em abril de 2021.